# 农帕特利兹
农帕特利兹（法語：Nompatelize，法語發音：[nɔ̃patliz] ⓘ）是法国大東部大區孚日省的一个市镇，属于孚日圣迪耶区。

## 地理
农帕特利兹（48°19'32"N, 6°51'10"E）面积6.91 平方千米，位于法国大東部大區孚日省，该省份为法国东北部内陆省份，北起默兹省和默尔特-摩泽尔省，西接上马恩省，南至上索恩省和贝尔福地区省，东临上莱茵省和下莱茵省。
与农帕特利兹接壤的市镇（或旧市镇、城区）包括：埃蒂瓦勒-克莱尔方丹、拉布尔贡斯、默尔特河畔圣米歇尔、圣雷米、拉萨勒、拉瓦夫尔。

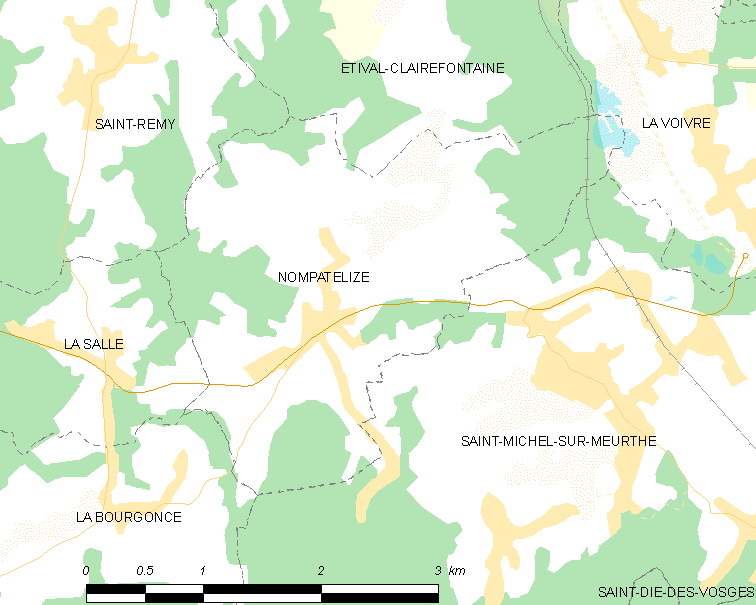
农帕特利兹的OSM定位图

农帕特利兹的时区为UTC+01:00、UTC+02:00（夏令时）。

## 行政
农帕特利兹的邮政编码为88470，INSEE市镇编码为88328。

## 政治
农帕特利兹所属的省级选区为拉翁莱塔普县。

## 人口

1962-2008年间农帕特利兹人口变化图示

农帕特利兹于2022年1月1日时的人口数量为535人。